# MG-161
A MG-161 é uma rodovia brasileira do estado de Minas Gerais.
Pela direção e sentido que ela percorre, é considerada uma rodovia longitudinal.

## Detalhamento
Com 60,9 km de extensão, liga a cidade de São Francisco a Buritizeiro, no norte do estado.

## Denominação
É denominada Rodovia José Vieira Porto por força da Lei Estadual 18784.

## Turismo
Localizada no vale do rio São Francisco, a rodovia integra o circuito turístico Velho Chico.